# Alexis Weissenberg
Alexis Weissenberg (Sofia, 26 luglio 1929 – Lugano, 8 gennaio 2012) è stato un pianista bulgaro.

## Biografia
Nato in una famiglia di origine ebraica, ha iniziato a studiare il pianoforte all'età di tre anni, in patria, con Pančo Vladigerov. Fuggito dal nazismo, ha proseguito gli studi prima a Gerusalemme con Leo Kestenberg e poi alla Juilliard School di New York con Olga Samaroff, ricevendo anche consigli da Artur Schnabel. Il suo debutto ufficiale a New York avvenne nel 1947, quando eseguì il Concerto n. 3 di Rachmaninoff con la Philadelphia Orchestra e la direzione di George Szell. Sempre nel 1947 vinse il Leventritt Prize. 
Da allora e fino al 1992, quando si ritirò per la Malattia di Parkinson che ne afflisse gli ultimi vent'anni, è apparso nelle sale da concerto di tutto il mondo, con un'interruzione decennale a cavallo fra gli anni '50 e '60. 
La sua discografia supera i 140 numeri , comprendenti le leggendarie incisioni delle opere per pianoforte e orchestra di Beethoven, Franck e Rachmaninov con Herbert von Karajan, realizzate per la EMI e la Deutsche Grammophon. Il grande direttore austriaco lo definì, difatti, "uno dei migliori pianisti del nostro tempo" e la critica, da allora, si concentrò più volte sia su una sua solo apparente freddezza, suggerita da un'efficienza e perfezione quasi maniacali dell'articolazione pianistica alla tastiera, che, al contrario, sull'opulenza quasi miracolosa del suo suono pianistico.
Dopo il ritiro dall'attività concertistica, fondò le "Weissenberg's Piano Master Classes" a Engelberg (Svizzera), dove ebbe allievi diversi pianisti di quella che era allora la nuova generazione. Tra di essi Kirill Gerstein, Simon Mulligan e Nazzareno Carusi.

## Discografia selezionata

### Audio
- Bach: Goldberg Variations
- Bartók: Piano Concerto No. 2 with Eugene Ormandy and the Philadelphia Orchestra on RCA Red Seal
- Beethoven: The Five Piano Concertos with Herbert von Karajan and the Berlin Philharmonic Orchestra on EMI (3 CDs)
- Beethoven: Piano Sonatas: "Pathétique, Moonlight and Appassionata"
- Brahms: Piano Concerto No. 1 (two recordings, with Carlo Maria Giulini and Riccardo Muti, both on the EMI label)
- Brahms: Sonatas for violin & piano Nos. 1-3, with Anne-Sophie Mutter. EMI (CD)
- Chopin: Works for piano and orchestra. EMI (2 CDs)
- Chopin: The Nocturnes. EMI
- Chopin: Piano Sonata Nos. 2 and 3 EMI
- Debussy: Estampes, Suite Bergamasque, Children's Corner, L'Isle Joyeuse, etc. on Deutsche Grammophon
- Debussy: Piano works. Deutsche Grammophon (CD)
- Liszt: Piano sonata in B minor. Einsatz Records, Japan
- Mozart: Piano Concertos Nos. 9 and 21 with Giulini and the Vienna Symphony Orchestra
- Mussorgsky: Pictures at an Exhibition EMI
- Prokofiev: Piano concerto No.3 - Seiji Ozawa, Orchestre de Paris
- Rachmaninoff: Complete Preludes. RCA Gold Seal (CD)
- Rachmaninoff: Piano Sonatas Nos. 1, 2. Deutsche Grammophon (CD)
- Rachmaninoff: Piano Concerto No. 2 (with Herbert von Karajan and the Berlin Philharmonic Orchestra)
- Rachmaninoff: Piano Concerto No. 3 (three different recordings, with Georges Pretre, Seiji Ozawa and Leonard Bernstein)
- Ravel - Piano concerto - Seiji Ozawa, Orchestre de Paris
- Scarlatti: Sonatas (A selection of 15) on Deutsche Grammophon
- Schumann: "Kinderszenen", Op. 15 (Toshiba-EMI)
- Weissenberg, Bach/Scarlatti/Debussy/Rachmaninov - Le registrazioni per Deutsche Grammophon, 1985/1989 Deutsche Grammophon

## Video
- Alexis Weissenberg DVD: Classic Archive 2008 - Bach, Brahms, Chopin, Prokofiev, Stravinsky.

## Libri
- Gustl Breuer/Henno Lohmeyer (Hrsg.): »Alexis Weissenberg. Ein kaleidoskopisches Porträt«. Rembrandt Verlag, Berlin 1977.